# 佐賀市立小中一貫校富士校
佐賀市立小中一貫校富士校（さがしりつしょうちゅういっかんこうふじこう）は、佐賀県佐賀市富士町にある市立の一貫校。
なお、小学部と中学部の校舎は、それぞれ富士地区の東部（小副川）と西部（古湯）にあり、離れている。

## 概要
歴史
小学校は明治に創立した小学校3校（古湯・関屋・市川）が1975年（昭和50年）に統合されて開校。2013年（平成25年）には富士南小学校を統合。
中学校は1947年（昭和22年）創立の中学校2校（小関・南山）が統合されて1963年（昭和38年）に開校。
2014年（平成26年）には、小・中学校を統合の上、小中一貫校となった。
校訓
「至誠・努力」（中学校）
校章
- 小学部 - 中央に校名の略称「富小」の文字を配している。
- 中学部 - 中央に「中」の文字を配している。
- 小中一貫校のシンボルマーク - 中央に英語表記で「FUJI SCHOOL」の文字（横書き）が入っている。

校歌
- 小学部 - 作詞は富士町の子どもたちと弓削田健介、作曲は弓削田健介による。歌詞は3番まであり、歌詞の最後に校名の「富士小学校」が登場。
- 中学部 - 1967年（昭和42年）制定。作詞は古賀残星、作曲は安西愛子による。歌詞は3番まであり、各番の歌詞中に校名の「富士中学校」が登場。

通学区域
佐賀市富士町のうち、「大字内野、大字上熊川、大字下熊川、大字松瀬、大字梅野、大字市川、大字小副川、大字鎌原、大字杉山、大字関屋（1～1270番地を除く）、大字苣木、大字畑瀬、大字古湯」。

## 沿革

### 小学校
旧・古湯小学校

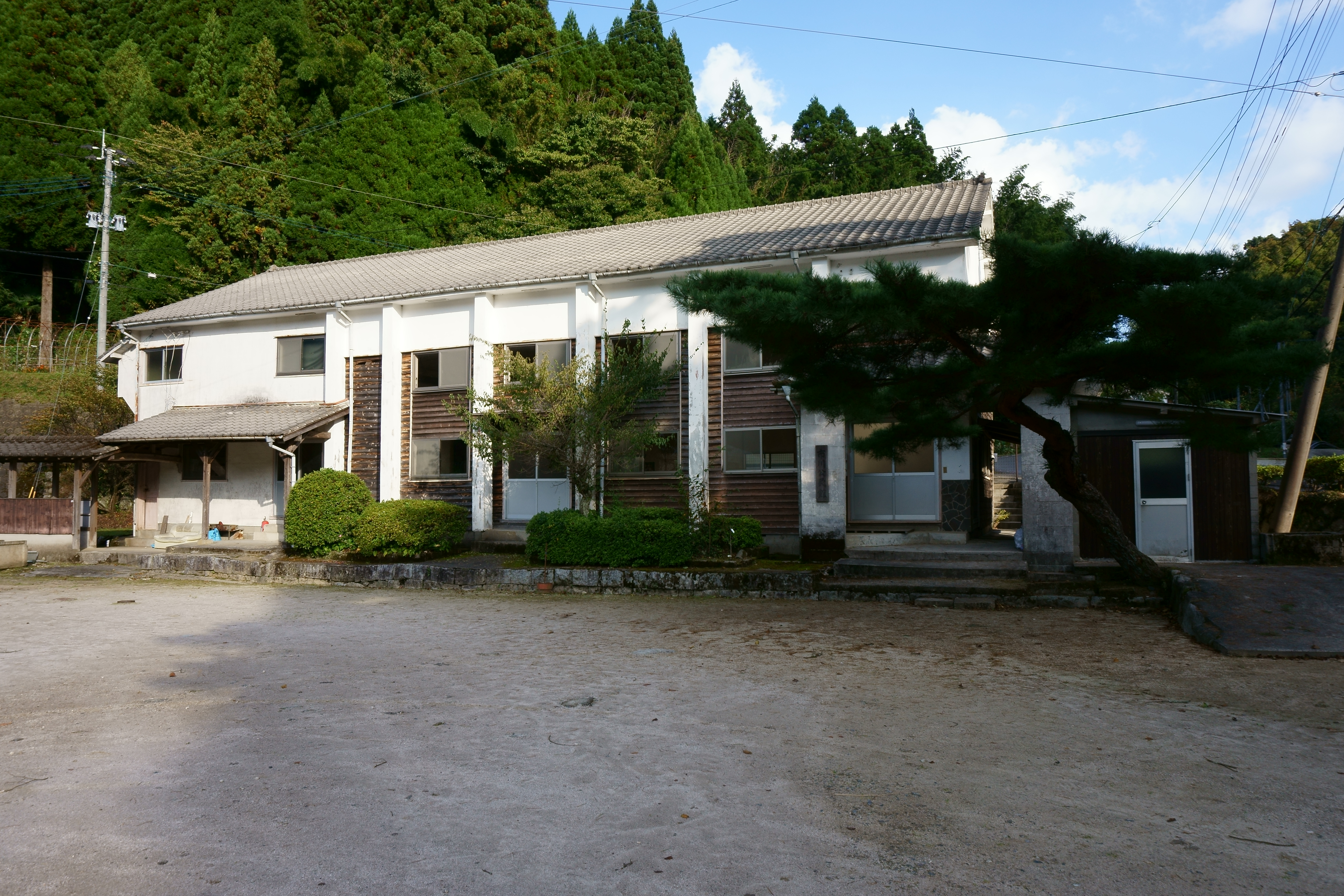
市川公民館。旧市川小学校（1936年落成）の建物を利用。

- 1880年（明治13年）4月 - 小学校5校（畑瀬・古湯・鎌原・柚木・杉山・市川）が創立。
- 1889年（明治22年）4月1日 - 町村制施行により、小城郡10村（古湯・畑瀬・市川・苣木・杉山・鎌原・上熊川・内野・下熊川・八反原）が合併し、「南山村」が発足。
- 1894年（明治27年）10月 - 尋常小学校4校（畑瀬・古湯・鎌原・柚木）を統合の上、「古湯尋常小学校」とする。
- 1901年（明治34年）4月 - 尋常小学校2校（杉山・市川）を統合の上、「杉山分教場」、「市川分教場」（後に「杉山分校」・「市川分校」）とする。
- 1902年（明治35年）4月 - 高等科（2年制）を併置の上、「古湯尋常高等小学校」に改称。
- 1903年（明治36年）4月 - 高等科を4年制とする。
- 1908年（明治41年）4月 - 改正小学校令により、尋常科（義務教育）が4年制から6年制に、高等科が4年制から2年制に変更となる。
- 1927年（昭和2年）5月 - 講堂が完成。
- 1936年（昭和11年）10月 - 新校舎2棟（2階建て1棟・平屋1棟）が完成。
- 1941年（昭和16年）4月1日 - 国民学校令施行により、「南山村古湯国民学校」に改称。尋常科を初等科に改める。
- 1947年（昭和22年）4月1日 - 学制改革（六・三制の実施）が行われ、 国民学校の初等科が、新制小学校「南山村立古湯小学校」（6年制）に改組・改称。高等科は青年学校普通科とともに、新制中学校「南山村立南山中学校」に改組され、小学校に併置される。
- 1949年（昭和24年）8月 - ジュディス台風により、木造2階建て校舎（北校舎8教室）が倒壊・流出[2]。
- 1950年（昭和25年）8月 - 南校舎が完成。
- 1951年（昭和26年）12月 - 校歌を制定。作詞は中島哀浪、作曲は陶山聡による。歌詞は3番まであり、各番の歌詞中に校名の「古湯小学」が登場。
- 1956年（昭和31年）9月30日 - 3村（佐賀郡1村（小関）、小城郡2村（北山・南山）の合併により、佐賀郡富士村が発足。「富士村立古湯小学校」に改称。
- 1962年（昭和37年）4月 - 市川分校が富士村立市川小学校として分離・独立。
- 1966年（昭和41年）10月1日 - 町制施行により、「富士町立古湯小学校」に改称。
- 1972年（昭和47年）4月 - 杉山分校を廃止の上、本校に統合。
  - 最終所在地（杉山分校） - 佐賀市富士町大字杉山1087番地（北緯33度23分29.3秒 東経130度10分03.0秒 / 北緯33.391472度 東経130.167500度）
- 1975年（昭和50年）3月31日 - 統合のため、閉校。

旧・関屋小学校
- 1881年（明治14年）5月 - 「公立中等関屋小学校」が創立。
- 1887年（明治20年）12月 - 小学校令により、「佐賀郡十番学区公立尋常関屋小学校」（4年制）と改称。
- 1889年（明治22年）
  - 4月1日 - 町村制施行により、佐賀郡2村（小副川、関屋）が合併の上、「小関村」が発足。
  - この年 - 統合により、「尋常小副川小学校 関屋分校」となる。
- 1892年（明治25年）7月 - 尋常小副川小学校より分離の上、「関屋尋常小学校」として独立。
- 1908年（明治41年）4月 - 改正小学校令により、尋常科（義務教育）が4年制から6年制に変更となる。尋常科5年を新設。
- 1909年（明治42年）4月 - 尋常科6年を新設。
- 1919年（大正8年）4月 - 高等科（2年制）を併置の上、「関屋尋常高等小学校」に改称。
- 1924年（大正13年）10月 - 新校舎が完成し、移転を完了。
- 1941年（昭和16年）4月1日 - 国民学校令施行により、「小関村関屋国民学校」に改称。尋常科を初等科に改める。
- 1947年（昭和22年）4月1日 - 学制改革（六・三制の実施）が行われ、 国民学校の初等科が、新制小学校「小関村立関屋小学校」（6年制）に改組・改称。高等科は青年学校普通科とともに、新制中学校「小関村立小関中学校」に統合される。
- 1953年（昭和28年）10月 - 佐賀県条例により、へき地学校1級地に指定される。
- 1955年（昭和30年）5月 - 講堂が完成。
- 1956年（昭和31年）9月30日 - 3村（佐賀郡1村（小関）、小城郡2村（北山・南山））の合併により、佐賀郡富士村が発足。「富士村立関屋小学校」に改称。
- 1960年（昭和35年）3月 - 校歌を制定。作詞は服巻紫浪、作曲は陶山聡による。歌詞は3番まであり、各番の歌詞中に校名の「関屋小学校」が登場。
- 1962年（昭和37年）2月 - 校舎を改築。
- 1966年（昭和41年）10月1日 - 町制施行により、「富士町立関屋小学校」に改称。
- 1975年（昭和50年）3月31日 - 統合のため、閉校。
  - 最終所在地 - 佐賀市富士町大字関屋2554番地（北緯33度24分46.4秒 東経130度14分03.1秒 / 北緯33.412889度 東経130.234194度）

旧・市川小学校
- 1880年（明治13年）- 「市川小学校」が創立。
- 1901年（明治34年）4月 - 統合により、「古湯尋常小学校 市川分教場」となる。
- 1904年（明治37年）9月 - 校舎を新築。
- 1936年（昭和11年）10月 - 新校舎が完成。
- 1941年（昭和16年）4月1日 - 「南山村古湯国民学校 市川分校」に改称。
- 1947年（昭和22年）4月1日 - 「南山村立古湯小学校 市川分校」に改称。
- 1948年（昭和23年）12月 - 校舎を増築。
- 1956年（昭和31年）9月30日 - 「富士村立古湯小学校 市川分校」に改称。
- 1962年（昭和37年）4月 - 「富士村立市川小学校」として分離・独立。
- 1963年（昭和38年）2月 - 校歌を制定。作詞は古賀残星、作曲は神代正之による。歌詞は3番まであり、各番の歌詞中に校名の「市川小学校」が登場。
- 1966年（昭和41年）10月1日 - 町制施行により、「富士町立市川小学校」に改称。
- 1975年（昭和50年）3月31日 - 統合のため、閉校。
  - 最終所在地 - 佐賀市富士町大字市川370番地（北緯33度21分31.0秒 東経130度10分04.4秒 / 北緯33.358611度 東経130.167889度）

統合・富士小学校

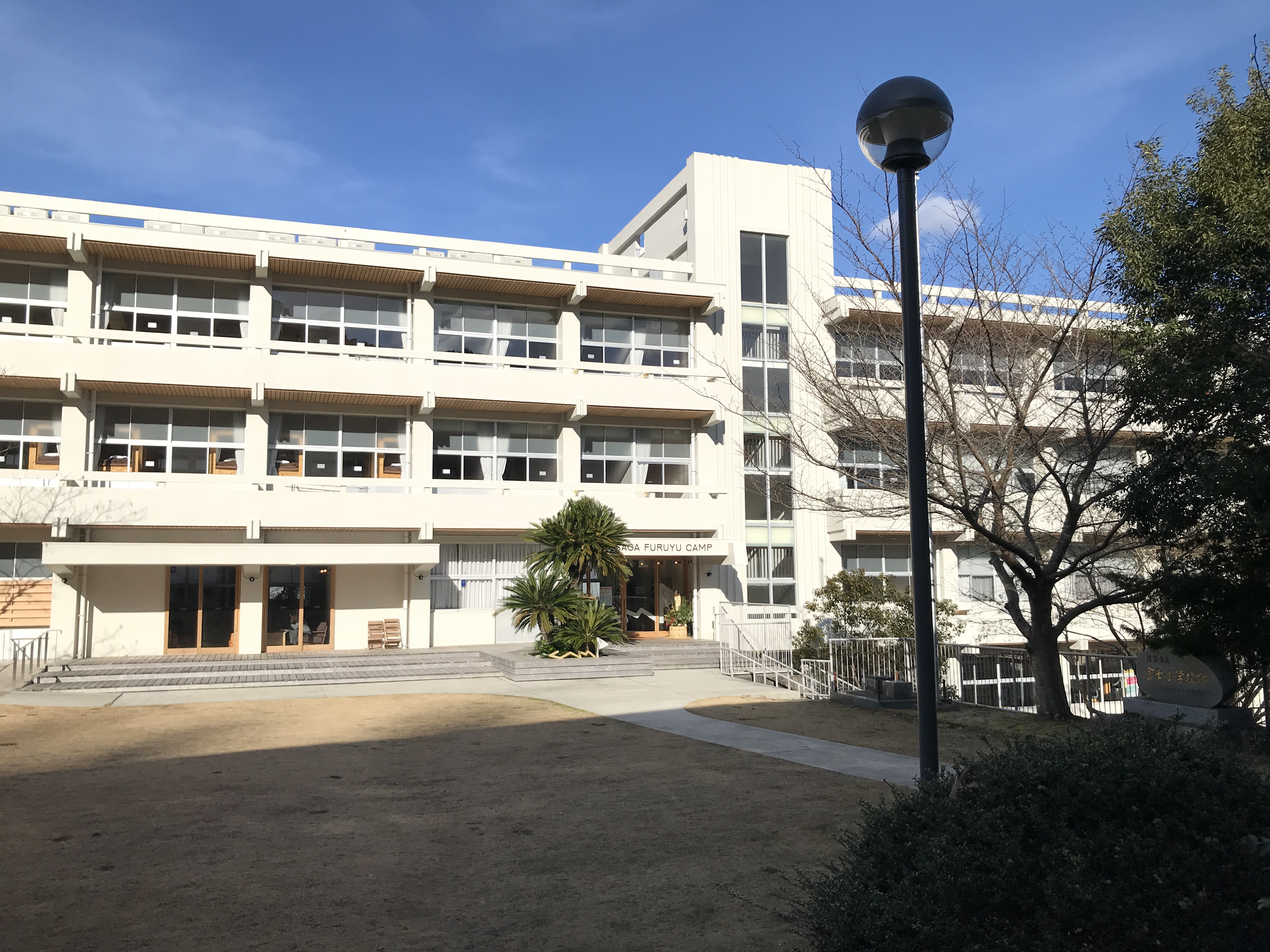
合宿施設"SAGA FURUYU CAMP"。旧富士小学校（1974年落成）の建物を利用

- 1969年（昭和44年）1月 - 富士町山村振興計画により、町立小学校3校の統合が計画される。
- 1973年（昭和48年）1月 - 校舎建設用地を取得完了。
- 1974年（昭和49年）9月 - 鉄筋コンクリート造4階（一部3階）建て統合校舎が完成。
- 1975年（昭和50年）4月1日 - 上記小学校3校（古湯・関屋・市川）の統合により、「富士町立富士小学校」が開校。
- 1976年（昭和51年）9月 - 体育館が完成。校旗が寄贈される。校歌を制定。作詞は松本虎夫、作曲は陶山聡による。歌詞は3番まであり、各番の歌詞中に校名の「富士の小学校」が登場。
- 1979年（昭和54年）8月 - プールが完成。
- 1984年（昭和59年）12月 - 緯度・経度・標高表示盤が寄贈される。
- 1986年（昭和61年）8月 - 古湯出身の歌人、原初枝の短歌（「雪降れり炬燵に入りて今いちどおとぎ話をのう母上よ」）が刻まれた歌碑が寄贈される[3]。
- 1995年（平成7年）8月 - 国旗掲揚台を設置。
- 1997年（平成9年）8月 - パソコンが寄贈される。
- 2005年（平成17年）10月1日 - 佐賀市との合併により、「佐賀市立富士小学校」と改称。
- 2013年（平成25年）4月1日 - 佐賀市立富士南小学校を統合。築年数が浅く、新しい富士南小学校の校舎[4]に移転。校章と校歌を新たに制定。
  - 旧・富士小学校 所在地 - 〒840-0501 佐賀県佐賀市富士町大字古湯898番地（北緯33度22分22.8秒 東経130度12分20.0秒 / 北緯33.373000度 東経130.205556度）
  - 跡地の活用 - スポーツをメインとした合宿施設「SAGA FURUYU CAMP」にリノベーションされている。

### 中学校
旧・南山中学校
- 1947年（昭和22年）
  - 4月1日 - 学制改革により、村内の国民学校高等科と青年学校普通科が統合の上、新制中学校「南山村立南山中学校」が発足。古湯小学校に併設。
  - 5月3日 - 開校式を挙行。生徒数155名でのスタート。
  - 11月 - 校章を制定。
- 1949年（昭和24年）9月 - 前月の台風による小学校北校舎倒壊・流出で、教室不足となり、講堂と家事室を間仕切りして授業を再開。
- 1950年（昭和25年）8月 - 古湯三崎原に新校舎が完成。
- 1951年（昭和26年）6月 - 校歌を制定。作詞は古賀残星、作曲は村岡一による。歌詞は3番まであり、各番の歌詞中に校名の「南山」が登場。
- 1953年（昭和28年）9月10日 - 佐賀県立佐賀農芸高等学校 定時制 南山分校が併置される。
- 1955年（昭和30年）6月30日 - 南山分校の独立校舎が完成し、移転を完了したため、併置を解消。
- 1956年（昭和31年）9月30日 - 「富士村立南山小学校」に改称。
- 1963年（昭和38年）3月31日 - 統合により閉校。

旧・小関中学校
- 1947年（昭和22年）
  - 4月1日 - 学制改革により、村内の国民学校高等科と青年学校普通科が統合の上、新制中学校「小関村立小関中学校」が発足。小副川の青年学校校舎に併設。
  - 5月3日 - 開校式を挙行。
- 1948年（昭和23年）3月31日 - 青年学校が廃止される。
- 1949年（昭和24年）3月 - 新校舎が完成。
- 1954年（昭和29年）
  - 4月 - 藤瀬・上関屋地区の生徒が転出。
  - 9月 - 台風による土砂崩れで、新設校舎が大きな被害を受ける。
  - 10月 - 校舎が復旧。
- 1955年（昭和30年）10月 - 雨天体操場を改築。
- 1956年（昭和31年）9月30日 - 「富士村立小関中学校」に改称。
- 1957年（昭和32年）10月 - 創立10周年を記念して校歌を制定。作詞は平達二、作曲は中尾末治による。歌詞は3番まであり、各番の歌詞中に校名の「小関中」が登場。
- 1963年（昭和38年）3月31日 - 統合により閉校。

統合・富士中学校
- 1963年（昭和38年）
  - 4月1日 - 上記中学校2校（南山・小関）の統合により、「富士村立中部中学校」が開校。
  - 9月 - 校章を制定。
- 1965年（昭和40年）11月 - 鉄筋コンクリート造3階建て校舎（第一期・第二期）が完成。
- 1966年（昭和41年） 
  - 2月 - 中部給食センターが完成。
  - 10月 - 町制施行により、「富士町立富士中学校」と改称。体育館が完成。
- 1967年（昭和42年）
  - 6月 - 校歌を制定。
  - 8月 - 運動場が完成。
- 1981年（昭和56年）12月 - 富士町学校給食調理場が併設される。
- 1992年（平成4年）3月 - コンピュータ教室を設置。
- 1994年（平成6年）
  - 8月 - 校旗が寄贈される。
  - 10月 - ASEAN諸国教師団18名が来校。
- 1996年（平成8年）3月 - 特別棟、部室棟、技術棟が完成。
- 1998年（平成10年）3月 - 創立50周年記念式典を挙行。
- 2005年（平成17年）10月1日 - 佐賀市との合併により、「佐賀市立富士中学校」と改称。

### 小中一貫校
- 2014年（平成26年）4月1日 - 佐賀市立富士小学校と佐賀市立富士中学校を統合し「佐賀市立小中一貫校富士校」（現校名）と改称。
- 2015年（平成27年）2月 - 中学部の新校舎が完成。
- 2017年（平成29年）4月 - コミュニティ・スクールを開始。

## 交通

### 小学部
最寄りのバス停留所
- 昭和バス 古湯線 「小関橋」・「富士小学校前」停留所

最寄りの幹線道路
- 国道323号・ 佐賀県道275号松尾湯の原線「上熊川」交差点
- 佐賀県道209号広滝大和富士線

### 中学部
最寄りのバス停留所
- 昭和バス 古湯線「フォレスタふじ前」停留所

最寄りの幹線道路
- 国道323号
- 佐賀県道37号厳木富士線
- 佐賀県道209号広滝大和富士線

## 周辺

### 小学部
- 下小副川公民館
- フジカントリークラブ
- 熊川大明神
- 天満宮
- 白髭神社
- 鮎瀬発電所
- 天河川

### 中学部
- 古湯温泉
- 佐賀市役所 富士支所
- フォレスタふじ（佐賀市立富士公民館）・佐賀市立図書館富士館・佐賀市教育委員会富士出張所
- 佐賀市立富士運動広場
- SAGA FURUYU CAMP（旧・富士小学校校舎）
- 古湯郵便局
- JAさが佐賀市ふじ町支所
- 富士町観光案内所
- 古湯山中権現山公園・彦山大権現神社
- 天河川

## 参考資料
- 「富士町史上巻 (PDF) 」（2000年（平成12年3月31日, 富士町）p.755～p.763 明治期の教育 - 佐賀市ウェブサイト
- 「富士町史上巻 (PDF) 」（2000年（平成12年3月31日, 富士町）p.766～p.772 大正・昭和初期の教育 - 佐賀市ウェブサイト
- 「富士町史上巻 (PDF) 」（2000年（平成12年3月31日, 富士町）p.773～p.775 戦時下の教育 - 佐賀市ウェブサイト
- 「富士町史下巻 (PDF) 」（2000年（平成12年3月31日, 富士町）p.264～p.304 教育・文化【現代】- 佐賀市ウェブサイト